# Михнево (Курская область)
Михнево — село в Касторенском районе Курской области России. Входит в состав Ленинского сельсовета.

## География
Село находится в восточной части Курской области, в лесостепной зоне, в пределах юго-западной части Среднерусской возвышенности, преимущественно на левом берегу ручья Ольховатского (приток Олыма), на расстоянии примерно 4 километров (по прямой) к северо-западу от посёлка городского типа Касторное, административного центра района. Абсолютная высота — 164 метра над уровнем моря.
Климат
Климат характеризуется как умеренный, со среднегодовой температурой воздуха +5,1 °C и среднегодовым количеством осадков 547 мм.

## Население
| 2002 | 2010 |
| ---- | ---- |
| 94   | ↘48  |

Гендерный состав
По данным Всероссийской переписи населения 2010 года в гендерной структуре населения мужчины составляли 47,9 %, женщины — соответственно 52,1 %.
Национальный состав
Согласно результатам переписи 2002 года, в национальной структуре населения русские составляли 100 % из 94 чел.

## Улицы
Уличная сеть села состоит из одной улицы (ул. Колхозная).